# Giannis Konstantelias
Giannis Konstantelias (en griego: Γιάννης Κωνσταντέλιας; Volos, Grecia, 10 de mayo de 2003) es un futbolista griego que juega de centrocampista en el PAOK de Salónica F. C. de la Superliga de Grecia.

## Trayectoria

### Inicios
Tenía nueve años cuando ingresó en la academia de Agia Paraskevi en Volos. Al principio, entrenaba con sus compañeros, pero rápidamente se metió en los entrenamientos de los mayores. En 2013 el PAOK entró en su vida y desde Volos estuvo en Salónica. Al principio jugaba como delantero, luego pasó al centro, pero también a los laterales. En la Academia del PAOK trabajó, se esforzó, vivió buenos momentos, adquirió valiosas experiencias en torneos nacionales e internacionales y fue nombrado dos veces mvp.

### PAOK
En 2021 irrumpió en el primer equipo del PAOK, ya que el 17 de enero hizo su primera aparición con el equipo en el partido contra el O. F. I. Creta F. C. Poco antes de cumplir los 18 años. De hecho, terminó la temporada, jugando en un total de tres partidos.
El 20 de enero de 2022 firmó un contrato de seis meses con el K. A. S. Eupen, cedido por el PAOK. Ese mismo día el PAOK anunció la ampliación del contrato con el joven internacional hasta el verano de 2026.

## Estadísticas

### Clubes
Actualizado al último partido disputado el 12 de noviembre de 2023.
| Club                            | Div.          | Temporada     | Liga  | Liga  | Liga   | Copas nacionales | Copas nacionales | Copas nacionales | Copas internacionales | Copas internacionales | Copas internacionales | Total | Total | Total  |
| Club                            | Div.          | Temporada     | Part. | Goles | Asist. | Part.            | Goles            | Asist.           | Part.                 | Goles                 | Asist.                | Part. | Goles | Asist. |
| ------------------------------- | ------------- | ------------- | ----- | ----- | ------ | ---------------- | ---------------- | ---------------- | --------------------- | --------------------- | --------------------- | ----- | ----- | ------ |
| PAOK de Salónica F. C. · Grecia | 1.ª           | 2020-21       | 3     | 0     | 0      | 0                | 0                | 0                | ―                     | ―                     | ―                     | 3     | 0     | 0      |
| PAOK de Salónica F. C. · Grecia | 1.ª           | 2021-22       | 2     | 0     | 0      | 0                | 0                | 0                | 2                     | 0                     | 0                     | 4     | 0     | 0      |
| K. A. S. Eupen · Bélgica        | 1.ª           | 2021-22       | 7     | 0     | 0      | 0                | 0                | 0                | ―                     | ―                     | ―                     | 7     | 0     | 0      |
| K. A. S. Eupen · Bélgica        | Total club    | Total club    | 7     | 0     | 0      | 0                | 0                | 0                | 0                     | 0                     | 0                     | 7     | 0     | 0      |
| PAOK de Salónica F. C. · Grecia | 1.ª           | 2022-23       | 30    | 2     | 4      | 6                | 1                | 0                | 1                     | 0                     | 0                     | 37    | 3     | 4      |
| PAOK de Salónica F. C. · Grecia | 1.ª           | 2023-24       | 11    | 2     | 1      | 0                | 0                | 0                | 10                    | 2                     | 1                     | 21    | 4     | 2      |
| PAOK de Salónica F. C. · Grecia | Total club    | Total club    | 46    | 4     | 5      | 6                | 1                | 0                | 13                    | 2                     | 1                     | 65    | 7     | 6      |
| Total carrera                   | Total carrera | Total carrera | 53    | 4     | 5      | 6                | 1                | 0                | 13                    | 2                     | 1                     | 72    | 7     | 6      |

## Palmarés

### Títulos nacionales
| Título              | Club                   | País   | Año  |
| ------------------- | ---------------------- | ------ | ---- |
| Superliga de Grecia | PAOK de Salónica F. C. | Grecia | 2024 |